# باري اوبدام
باري اوبدام (بالهولندية: Barry Opdam)‏ (27 فبراير 1976 لايدن هولندا - ) هو لاعب كرة قدم هولندي، يلعب كمدافع.

## وصلات خارجية
باري اوبدام على موقع الاتحاد الدولي (مؤرشف)  (الإنجليزية)
- باري اوبدام على موقع قاعدة بيانات كرة القدم.إي يو (الإنجليزية)
- باري اوبدام على موقع بيانات كرة القدم. دي إي (الألمانية)
- باري اوبدام على موقع ناشيونال فوتبول تيمز (الإنجليزية)
- باري اوبدام على موقع Soccerway.com (الإنجليزية)
- باري اوبدام على موقع عالم كرة القدم.نت (الإنجليزية)